# Anthony Davidson
Anthony Denis Davidson (Hemel Hempstead, 1979. április 18.) brit autóversenyző, volt Formula–1-es pilóta, 2002 és 2009 között több csapat is alkalmazta.

## Pályafutása
1987-ben lett gokartversenyező. Hazája bajnokságágán túl észak-amerikai és európai sorozatokban is részt vett. Három alkalommal (1993, 1994, 1995) nyerte meg a brit bajnokságot, valamint egyszer az olasz bajnokságot. Második helyezett volt az 1996-os Formula A Európa-bajnokságon.
1999-ben és 2000-ben Formula Ford futamokon versenyzett. Második évadjában második helyezett lett a brit Formula Ford bajnokságban, megnyerte a Formula Ford fesztivált Brands Hatchben és megkapta a McLaren év felfedezettje díját.
2001-ben a brit Formula–3-as bajnokságban szerepelt, ahol csapattársa, Szató Takuma mögött a második helyen zárta az összetett értékelést.

### Formula–1

#### BAR és Minardi

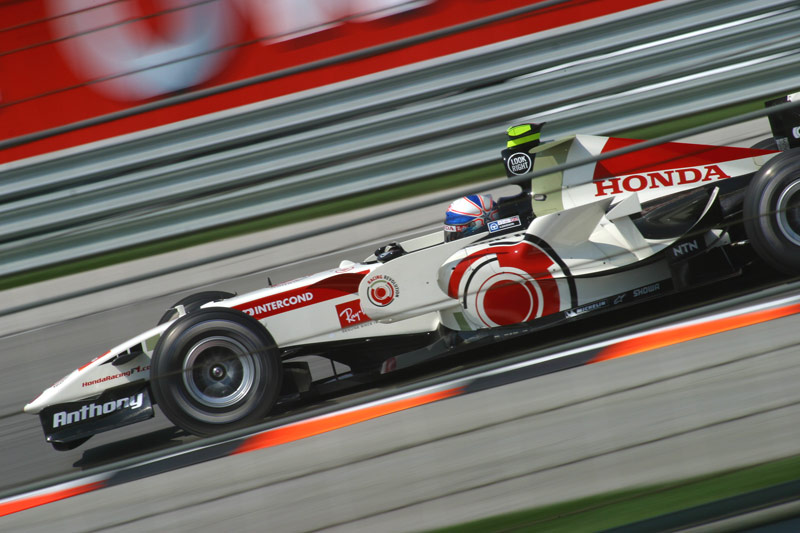
A Honda csapatával az amerikai nagydíjon 2006-ban

2000 decemberében aláírt a BAR-istállóval a csapat tesztpliótai szerepéről. Anthony így a 2001-es és a 2002-es szezon alatt az alakulat egyik tesztversenyzője volt. A 2002-es idény közepén azonban a Minardi-istálló megelégelte versenyzője, Alex Yoong gyenge szereplését, és miután a maláj versenyző német nagydíjon sem tudta kvalifikálni magát a futamra, a csapat Davidsont kérte fel a helyére. Eredeti tervek szerint a szintén brit Justin Wilson kapta volna meg ezt a lehetőséget, ám magassága akadályt jelentett számára a Minardi PS02-es vezetésében. Anthony két futamon vehetett részt, azonban mind a magyar, mind a belga versenyen kiesett, mindkétszer saját hibájából. Az olasz nagydíjon már újra Yoong vezette a csapat autóját.
2004-ben és 2005-ben is a BAR tesztpilótája volt. A 2004-es szezon összes versenyén jelen volt mint harmadik számú pilóta. Minden alkalommal részt vett a futamokat megelőző pénteki szabadedzéseken, ahol több alkalommal ő volt a leggyorsabb, és az edzések nagy részében a mezőny elejében zárt. A 2005-ös idényben már csak mint tesztpilóta szerepelt az alakulatnál, valamint indult egy futamon. Szatót helyettesítette a maláj nagydíjon ám két kör megtétele után motorhiba miatt kiesett.
A BAR-istálló 2006-ra megszűnt és helyét a Honda vette át a sorozatban. Davidson az új néven szereplő csapatnál maradt és a 2004-es évhez hasonlóan ezúttal is a futamokat megelőző szabadedzéseken vett részt. Ezeken a teszteken többször ő volt a leggyorsabb.

#### Super Aguri
2006 novemberében a Super Aguri bejelentette, hogy Szató mellett Anthony lesz a csapat másik pilótája a 2007-es szezonban. Az év folyamán egyszer sem végzett pontszerző helyen, legjobb eredménye három tizenegyedik pozíció a spanyol, a kanadai és az amerikai nagydíjakról. 2008-ban is maradt csapat versenyzője, ám csak a szezon első négy futamán vett részt. A spanyol verseny után ugyanis a Super Aguri anyagi problémákra hivatkozva kiszállt a Formula–1-ből.

#### Brawn
2009-ben a Brawn GP tesztpilótája volt.

### Sportautózás

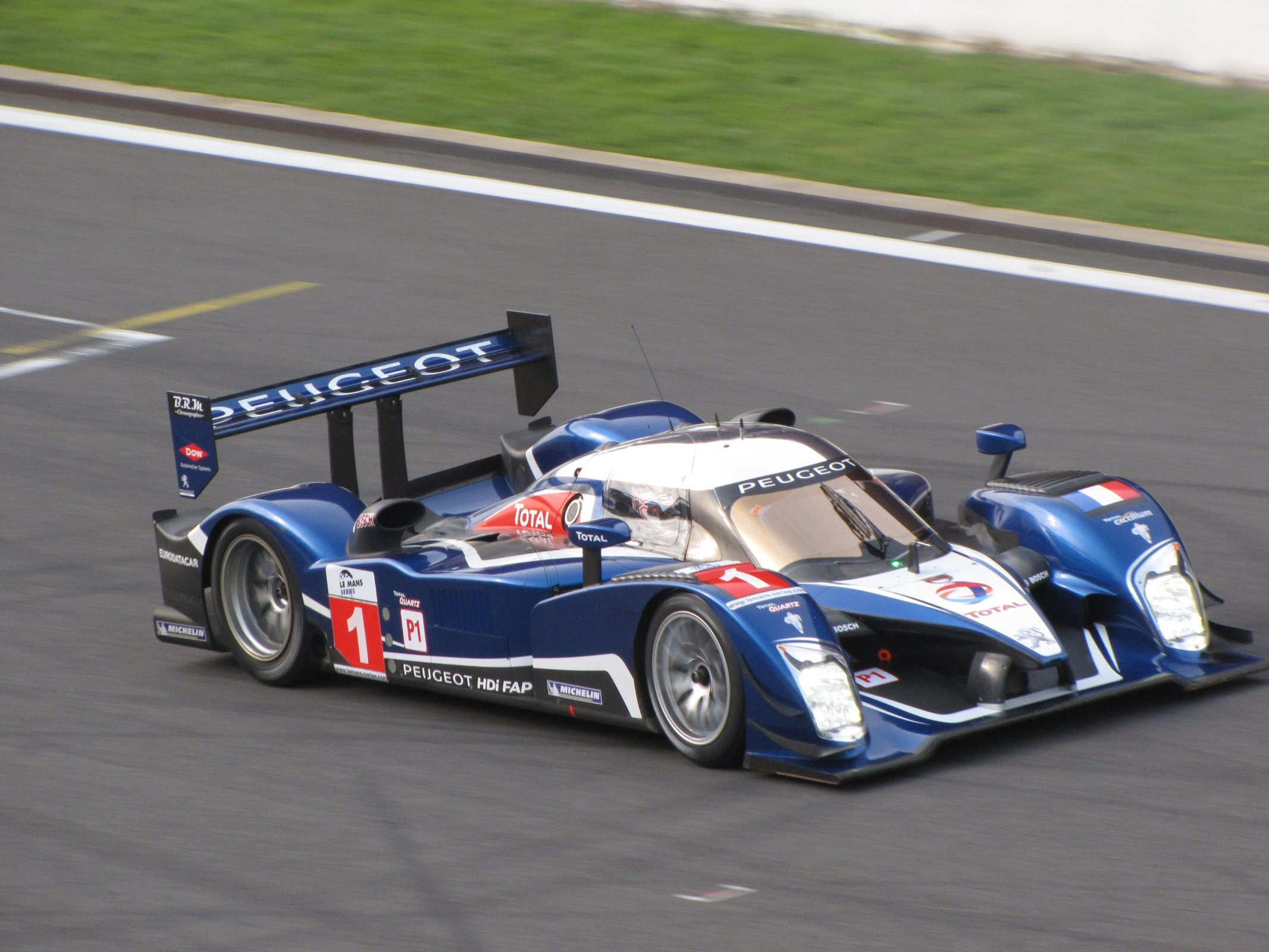
Peugeot 908-asban a 2010-es Spa-i 1000 kilométeres versenyen

Davidson már 2003-ban is részt vett hosszútávú futamokon. Jelen volt a Le Mans-i 24 óráson, valamint az Amerikai Le Mans széria két futamán is indult. Formula–1-es karrierje alatt azonban nem vett részt ilyen versenyeken, majd 2009-ben az Aston Martin Racing alakulatában, Jos Verstappen és Darren Turner társaként újfent rajthoz állt a Le Mans-i 24 óráson.
2010-ben a Peugeot gyári csapatának versenyzője, ahol Marc Gené és Alexander Wurz váltótársa. Az év elején megnyerték a Sebringi 12 órás futamot. Anthony a címvédőkkel, Marc-al és Alexanderel egy autóban volt ott a Le Mans-i versenyen is, júniusban.
2011-re továbbra is a Peugeot 908-asával versenyzett és 3 alkalommal ért fel a dobogó legfelső fokára, ezzel is segítve a gyártót az Interkontinentális Le Mans-kupa megnyeréséhez. Ezt követően az alakulat kiszállt a sportautózásból és Davidson 2012-ben aláírt az újonnan megalapult WEC-be a gyári Toyotához. A Le Mans-i 24 óráson összeért Piergiuseppe Perazzini AF Corse Ferrari 458 Italia GTC-jével, majd a Toyota TS030 hibridje a levegőbe emelkedett és nagy erővel a szalagkorlátnak csapódott. Davidsont kórházba szállították, ahol megállapították, hogy a hátának tizenegyedik és tizenkettedik mellkasi csigolyája eltört. Egy évvel később minden futamon rajthoz állt és egy összetett 3., valamint egy Le Mans-i 2. helyet ért el Sébastien Buemi és Stéphane Sarrazin társaként.
2014-ben a vadonatúj TS040 Hybrid volánja mögött négy győzelemmel és további három pódiummal egyéni bajnokká avanzsált Buemi mellett. Következő győzelmét csak két szezonnal később, a 2017-es évadnyitó Silverstone-i 6 óráson ünnepelhette. A COTA versenyt "személyes okokra" hivatkozva kihagyta. A 2018–19-es "szuperszezonra" Fernando Alonso váltotta, viszont a japán márka továbbra is számított Davidsonra, akit teszt- és tartalékpilótának alkalmaztak. A kiírás harmadik fordulójától az LMP2-es DragonSpeeddel állt rajthoz, majd ezt követően a Jota csapatához szerződött. 2021. október 30-án a bahreini 6 órást követően bejelentette visszavonulását.

## Eredményei

### Teljes Formula–1-es eredménysorozata
(Táblázat értelmezése)

(Félkövér: pole-pozícióból indult; dőlt: leggyorsabb kört futott) 

| Év   | Csapat      | 1      | 2      | 3      | 4      | 5      | 6      | 7      | 8      | 9      | 10     | 11     | 12     | 13     | 14     | 15     | 16     | 17     | 18     | 19  | Helyezés | Pont |
| ---- | ----------- | ------ | ------ | ------ | ------ | ------ | ------ | ------ | ------ | ------ | ------ | ------ | ------ | ------ | ------ | ------ | ------ | ------ | ------ | --- | -------- | ---- |
| 2002 | Minardi     | AUS    | MAL    | BRA    | SMR    | ESP    | AUT    | MON    | CAN    | EUR    | GBR    | FRA    | GER    | HUN Ki | BEL Ki | ITA    | USA    | JPN    |        |     | –        | 0    |
| 2004 | BAR         | AUS Tp | MAL Tp | BHR Tp | SMR Tp | ESP Tp | MON Tp | EUR Tp | CAN Tp | USA Tp | FRA Tp | GBR Tp | GER Tp | HUN Tp | BEL Tp | ITA Tp | CHN Tp | JPN Tp | BRA Tp |     | –        | –    |
| 2005 | BAR         | AUS    | MAL Ki | BHR    | SMR    | ESP    | MON    | EUR    | CAN    | USA    | FRA    | GBR    | GER    | HUN    | TUR    | ITA    | BEL    | BRA    | JPN    | CHN | –        | 0    |
| 2006 | Honda       | BHR Tp | MAL Tp | AUS Tp | SMR Tp | EUR Tp | ESP Tp | MON Tp | GBR Tp | CAN Tp | USA Tp | FRA Tp | GER Tp | HUN Tp | TUR Tp | ITA Tp | CHN Tp | JPN Tp | BRA Tp |     | –        | –    |
| 2007 | Super Aguri | AUS 16 | MAL 16 | BHR 16 | ESP 11 | MON 18 | CAN 11 | USA 11 | FRA Ki | GBR Ki | EUR 12 | HUN Ki | TUR 14 | ITA 14 | BEL 16 | JPN Ki | CHN Ki | BRA 14 |        |     | 23.      | 0    |
| 2008 | Super Aguri | AUS Ki | MAL 15 | BHR 16 | ESP Ki | TUR    | MON    | CAN    | FRA    | GBR    | GER    | HUN    | EUR    | BEL    | ITA    | SIN    | JPN    | CHN    | BRA    |     | 20.      | 0    |

### Le Mans-i 24 órás autóverseny
| Év   | Csapat                 | Csapattárs                              | Autó                      | Kategória | Kör | Összetett Helyezés | Kategória Helyezés |
| ---- | ---------------------- | --------------------------------------- | ------------------------- | --------- | --- | ------------------ | ------------------ |
| 2003 | Veloqx Prodrive Racing | Kelvin Burt Darren Turner               | Ferrari 550-GTS Maranello | GTS       | 176 | Kiesett            | Kiesett            |
| 2009 | Aston Martin Racing    | Darren Turner Jos Verstappen            | Lola-Aston Martin B09/60  | LMP1      | 342 | 13.                | 11.                |
| 2010 | Team Peugeot Total     | Alexander Wurz Marc Gené                | Peugeot 908 HDi FAP       | LMP1      | 360 | Kiesett            | Kiesett            |
| 2011 | Team Peugeot Total     | Alexander Wurz Marc Gené                | Peugeot 908               | LMP1      | 351 | 4.                 | 4.                 |
| 2012 | Toyota Racing          | Sébastien Buemi Stéphane Sarrazin       | Toyota TS030 Hybrid       | LMP1      | 82  | Kiesett            | Kiesett            |
| 2013 | Toyota Racing          | Sébastien Buemi Stéphane Sarrazin       | Toyota TS030 Hybrid       | LMP1      | 347 | 2.                 | 2.                 |
| 2014 | Toyota Racing          | Sébastien Buemi Nicolas Lapierre        | Toyota TS040 Hybrid       | LMP1-H    | 374 | 3.                 | 3.                 |
| 2015 | Toyota Racing          | Sébastien Buemi Nakadzsima Kazuki       | Toyota TS040 Hybrid       | LMP1      | 386 | 8.                 | 8.                 |
| 2016 | Toyota Gazoo Racing    | Sébastien Buemi Nakadzsima Kazuki       | Toyota TS050 Hybrid       | LMP1      | 384 | HN                 | HN                 |
| 2017 | Toyota Gazoo Racing    | Sébastien Buemi Nakadzsima Kazuki       | Toyota TS050 Hybrid       | LMP1      | 358 | 8.                 | 2.                 |
| 2019 | DragonSpeed            | Roberto González Pastor Maldonado       | Oreca 07-Gibson           | LMP2      | 245 | Kiesett            | Kiesett            |
| 2020 | Jota Sport             | Roberto González António Félix da Costa | Oreca 07-Gibson           | LMP2      | 370 | 6.                 | 2.                 |
| 2021 | Jota Sport             | Roberto González António Félix da Costa | Oreca 07-Gibson           | LMP2      | 358 | 13.                | 8.                 |

### Teljes FIA World Endurance Championship eredménysorozata
| Év      | Csapat              | Osztály | Kasztni             | Motor                          | 1      | 2       | 3      | 4      | 5      | 6      | 7      | 8      | 9     | Helyezés | Pont   |
| ------- | ------------------- | ------- | ------------------- | ------------------------------ | ------ | ------- | ------ | ------ | ------ | ------ | ------ | ------ | ----- | -------- | ------ |
| 2012    | Toyota Racing       | LMP1    | Toyota TS030 Hybrid | Toyota 3.4 L V8 (Hybrid)       | SEB    | SPA     | LMS Ki | SIL    | SÃO    | BHR    | FUJ    | SHA    |       | HN       | 0      |
| 2013    | Toyota Racing       | LMP1    | Toyota TS030 Hybrid | Toyota 3.4 L V8 (Hybrid)       | SIL 3  | SPA 4   | LMS 2  | SÃO Ki | COA 2  | FUJ 15 | SHA Ki | BHR 1  |       | 3.       | 106.25 |
| 2014    | Toyota Racing       | LMP1    | Toyota TS040 Hybrid | Toyota 3.4 L V8 (Hybrid)       | SIL 1  | SPA 1   | LMS 3  | COA 3  | FUJ 1  | SHA 1  | BHR 10 | SÃO 2  |       | 1.       | 166    |
| 2015    | Toyota Racing       | LMP1    | Toyota TS040 Hybrid | Toyota 3.4 L V8 (Hybrid)       | SIL 3  | SPA 8   | LMS 8  | NÜR 5  | COA 4  | FUJ 5  | SHA 6  | BHR 4  |       | 5.       | 79     |
| 2016    | Toyota Gazoo Racing | LMP1    | Toyota TS050 Hybrid | Toyota 2.4 L Turbo V6 (Hybrid) | SIL 16 | SPA 27  | LMS Hn | NÜR 5  | MEX Ki | COA 5  | FUJ 4  | SHA 6  | BHR 4 | 8.       | 60     |
| 2017    | Toyota Gazoo Racing | LMP1    | Toyota TS050 Hybrid | Toyota 2.4 L Turbo V6 (Hybrid) | SIL 1  | SPA 1   | LMS 6  | NÜR 4  | MEX 3  | COA    | FUJ 1  | SHA 1  | BHR 1 | 3.       | 168    |
| 2018–19 | DragonSpeed         | LMP2    | Oreca 07            | Gibson GK428 4.2 L V8          | SPA    | LMS     | SIL 4  | FUJ 6  | SHA 2  | SEB 3  | SPA 1  | LMS Ki |       | 5.       | 83     |
| 2019–20 | Jota Sport          | LMP2    | Oreca 07            | Gibson GK428 4.2 L V8          | SIL    | FUJ Kiz | SHA 1  | BHR 2  | COA 3  | SPA 4  | LMS 2  | BHR 2  |       | 4.       | 142    |
| 2021    | Jota Sport          | LMP2    | Oreca 07            | Gibson GK428 4.2 L V8          | SPA 2  | ALG 1   | MNZ Ki | LMS 4  | BHR 3  | BHR 2  |        |        |       | 3.       | 123    |